# Saurimo
Saurimo é uma cidade e município de Angola, capital da província de Lunda Sul. 
Segundo as projeções populacionais de 2018, elaboradas pelo Instituto Nacional de Estatística, conta com uma população de 501 904 habitantes e área territorial de 24 900 km², sendo o município mais populoso da província.
Entre 1923 e 1975 o seu nome foi "Vila Henrique de Carvalho", em homenagem a Henrique Augusto Dias de Carvalho, que foi um explorador português que alcançou a região do antigo Reino Lunda.

## Etimologia
O nome "Saurimo" teria vindo do termo em língua chócue, "Sa Urimbo" (ou Sa-ulimbo), um nome composto de um dos chefes nativos da área descoberto por exploradores europeus por volta dos séculos XVIII ou XIX.
O sufixo "Urimbo" designa uma cola pegajosa que aquele líder usava como uma espécie de armadilha para pegar pássaros, que passou a ser conhecido caracteristicamente pelo nome que simbolizava a técnica que usava na atividade que realizava.

## História
O primeiro registro feito pelos europeus dos povos que habitavam a região de Saurimo ocorreu em 1806, quando descobriram que havia uma disputa entre os reinos de Cazembe e Sa-Urimbo pelo domínio daquelas faixas de terra. Ambos os reinos eram, à altura, vassalos do Reino Confederado Lunda-Chócue.
Em 1884 o explorador português Henrique Augusto Dias de Carvalho foi enviado para reconhecimento da área e preparar a região para as missões diplomáticas que viriam firmar os acordos de protetorado com as diversas entidades do 2º Reino Lunda.
Percebendo a importância Lunda, Portugal resolve instalar-se naquela que era a cidade mais bem desenvolvida da região, Saurimo, criando, em 13 de julho de 1895 o "distrito de Lunda" (atual província de Lunda Sul), assentando capital ali mesmo. A dificuldade de acesso faz, no entanto, com que a capital distrital vá para Malanje em 1896, onde permanece até 1921, quando a sede volta a ser Saurimo.
Em 1923 o governador Norton de Matos resolve dar o devido estatuto jurídico a Saurimo, que até aquele momento mantinha a sede distrital de facto e não de jure. Assim, transformou-se Saurimo em "Vila Henrique de Carvalho", denominação que durou até 1975.

## Geografia

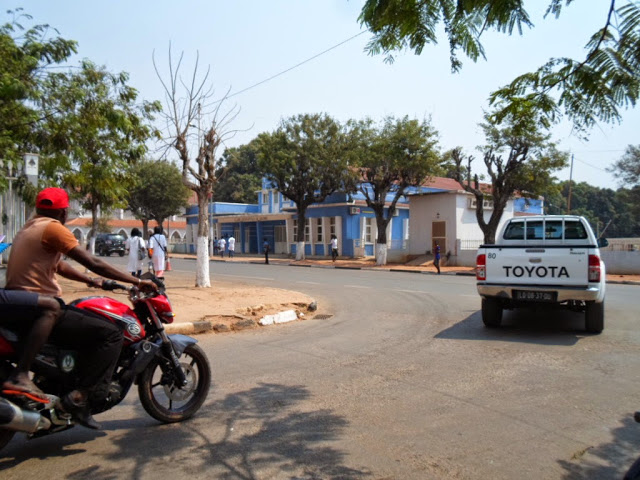
Trânsito em rua de Saurimo, em 2015.

É limitado a norte pelos municípios de Lucapa e Cambulo, a leste pela República Democrática do Congo, a sul pelo município de Dala, e a oeste pelos município de Cacolo e Lubalo. 
Situado na região leste de Angola, o município tem uma altitude média de 1081 metros ao nível do mar.

### Clima
Segundo a classificação climática de Köppen-Geiger, predomina, tanto na cidade como no município, o clima subtropical húmido (Cwa), apresentando uma temperatura média anual de 22 °C.
Com um regime de chuvas abundantes com uma precipitação média anual de 1350 mm, com grande incidência nos meses que vão de setembro a abril, apresentando um clima húmido e chuvoso com manhãs cinzentas, tarde pouco nubladas ou geralmente nubladas e noites húmidas e amenas. A estação seca e fria vai de maio a agosto, apresentando ventos suaves (alísios secos) que sopra do interior do continente, ou seja do sudeste, trazendo consigo massa de ar seco, que baixa a humidade relativa do ar até 25%, proporcionando manhãs e madrugadas frias e tardes quentes, secas e ensolaradas até ao final da estação seca quando começa a surgir as primeiras chuvas; em setembro, as temperaturas sobem bruscamente atingindo valores máximos de 38 °C, começando a cair ligeiramente até os finais de novembro.

### Demografia
A população da cidade é constituída por muitos grupos etnolinguísticos, principalmente os lunda-chócues e luvales, além de pequenas minorias ovimbundas, ambundas, bem como de cidadãos estrangeiros, entre eles chineses, portugueses, quinxassa-congoleses, zimbabuanos e senegaleses.

### Subdivisões
Constitui-se pela comuna de Saurimo, que é equivalente a própria cidade de Saurimo, e pelas comunas de Mona Quimbundo e Sombo.
Na comuna-cidade de Saurimo existem os seguintes bairros: Agostinho Neto, 11 de Novembro, Sassamba, Verde, Fera, Luavur, Santo António/Sambuquila, Terra-Nova, Chizainga I, Chizainga II, Juventude, Candembe, Camitundo, Passa-bem, Manalto, Chicumina, Aldeia Missão e Fina.

## Economia

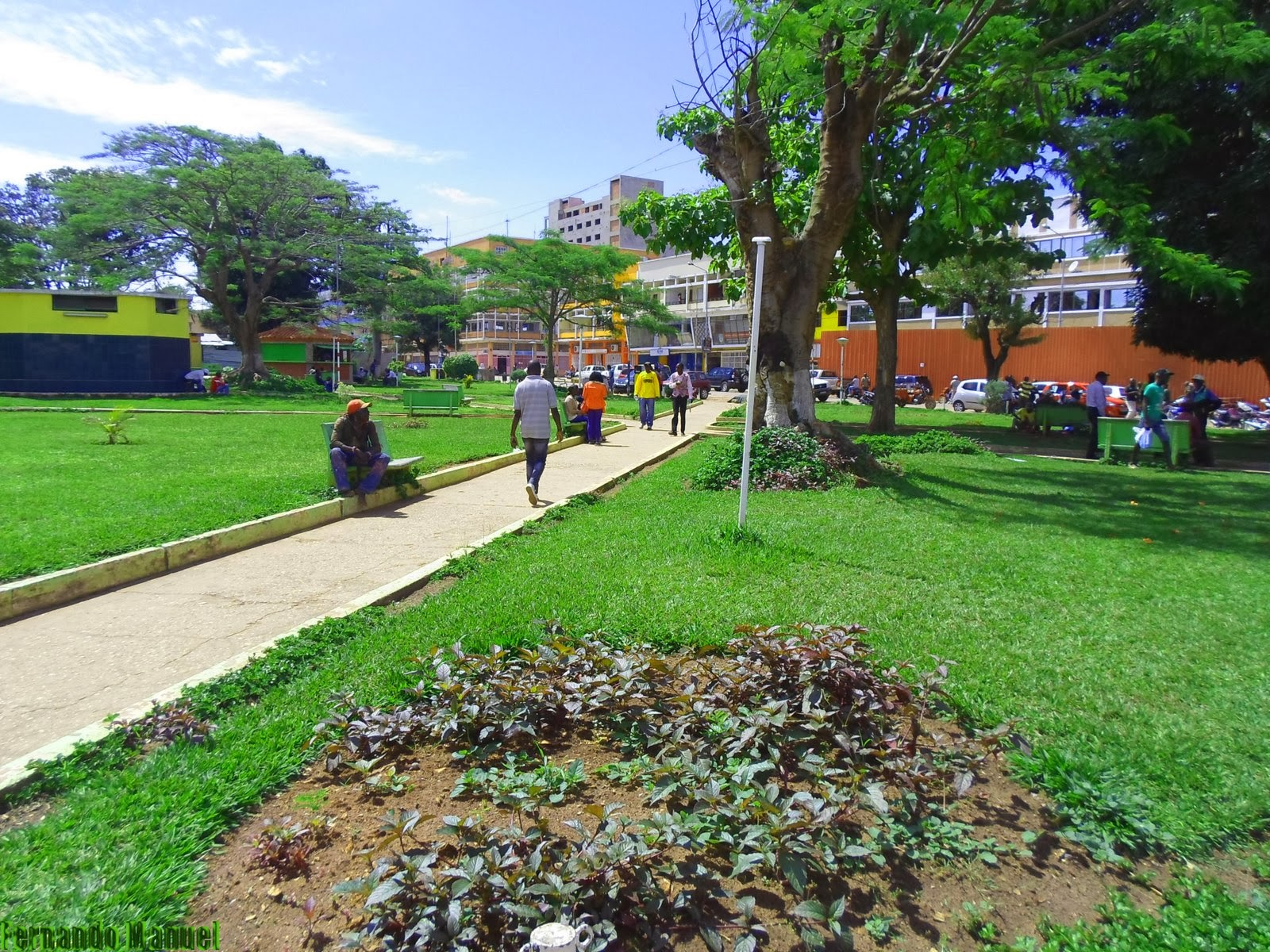
Praça Jardim 28 de Maio, em 2016.

O município de Saurimo é essencialmente mineiro, com grande potencial no sector diamantífero, com a exploração em curso da mina de diamantes Catoca, região onde se encontra o quarto maior quimberlito do mundo localiza-se na fronteira com a província da Lunda Norte, município de Lucapa.
A cidade também serve como centro comercial da zona leste de Angola, com o mercado Portão do Leste logo na entrada da cidade fazendo ligações entre Luanda a mais de 1000 km, Dundo 250 km, Luena 260 km e Malange 600 km.
A população vive essencialmente de agricultura, produção de carvão artesanal vegetal, pesca artesanal e alguma minoria trabalha no sector mineiro, a cidade sede tem poucas infra-estruturas e apresenta edifícios antigos construídos no período colonial e pouca qualidade de vida entre os cidadãos apesar da riqueza que apresenta a província, grande parte dos cidadãos vivem a baixo da linha da pobreza, a cidade tem crescido pouco ao longo dos anos com construções deficientes de algumas escolas, postos de saúde, alguns hotéis de caráter privado e uma pequena central térmica.

## Infraestrutura

### Transportes
A rodovia EN-230 é a principal ligação terrestre da cidade ao território nacional, conectando-a ao Cacolo, à oeste, e à Muriege, à leste. Outra via muito importante é a EN-180, que a liga à Lucapa, ao norte, e a Dala, ao sul.
A cidade é servida pelo Aeroporto Deolinda Rodrigues.

### Educação
Saurimo ainda dispõe de um campus da Universidade Lueji A'Nkonde.

## Cultura e lazer

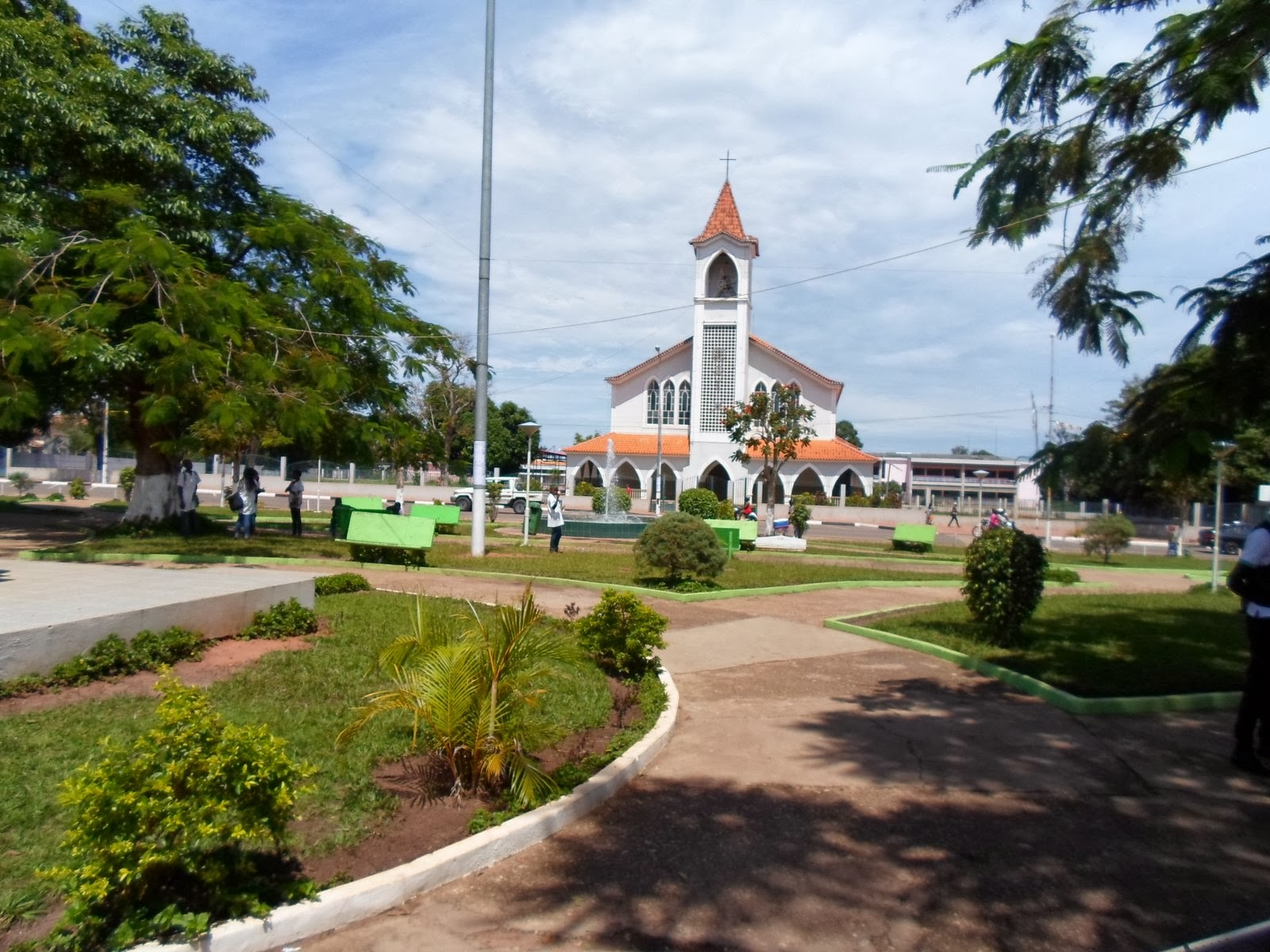
Sé Catedral de Saurimo, em 2016.

Através da Arquidiocese de Saurimo é promovida uma das tradições culturais-religiosas mais populares de Saurimo, a Festa da Assunção de Nossa Senhora ao Céu.
A principal prática esportiva de Saurimo é o futebol, e a principal equipa que disputa campeonatos regulares representando a cidade é o Clube Desportivo Progresso do Sambuquila da Lunda Sul. Outra equipe importante a jogar o Girabola é o Saurimo Futebol Clube.
Outra prática esportiva muito popular no município de Saurimo é o motocross, inclusive sendo realizadas etapas nacionais do Grande Prémio de Motocross, com a participação dos pilotos de todo o país.